# Montcau (Rupit i Pruit)
El Montcau és una muntanya de 1.166,9 metres que es troba entre els municipis de Rupit i Pruit i de l'Esquirol, a la comarca catalana d'Osona.